# Wolfgang Hinrichs (Politiker)

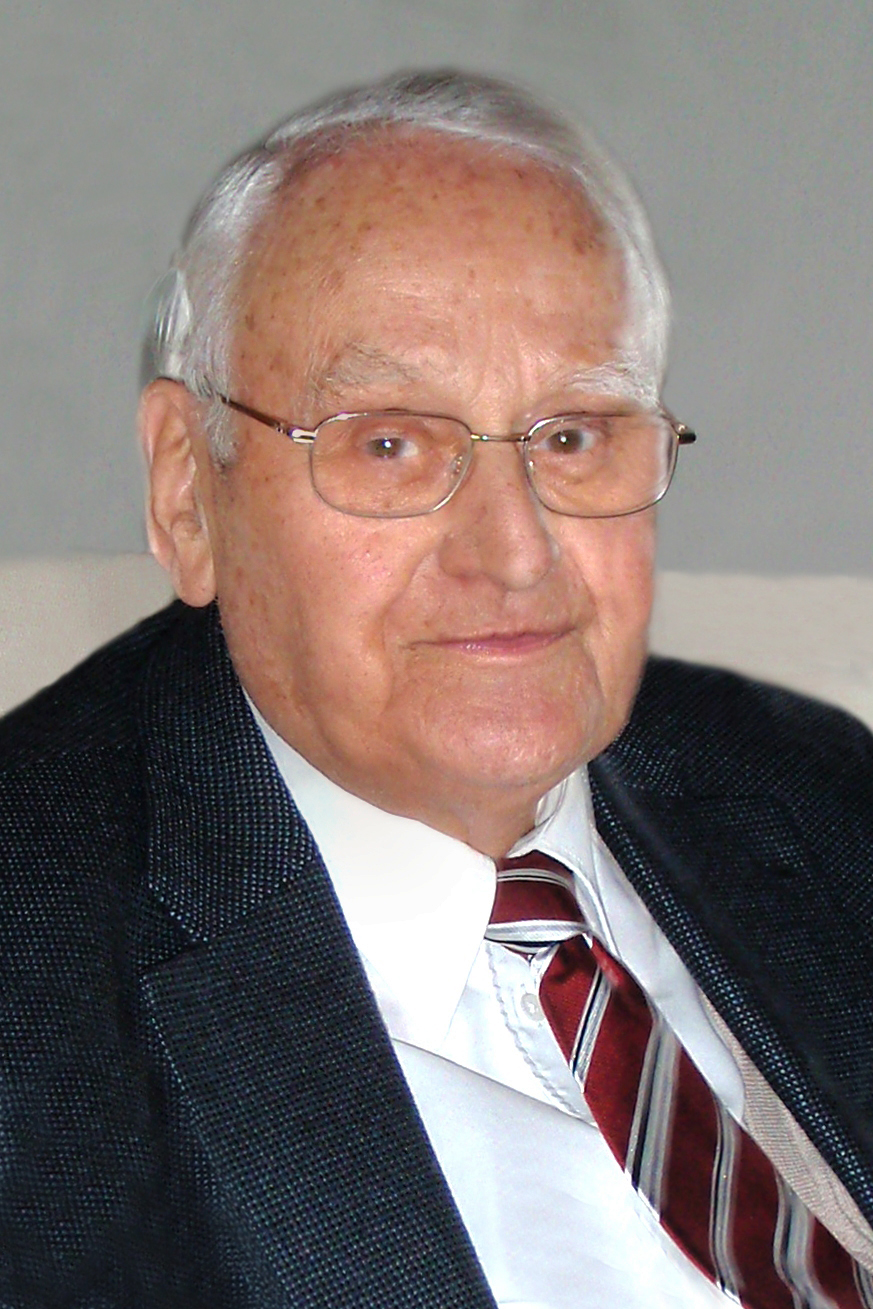
Wolfgang Hinrichs 2009

Wolfgang Hinrichs (* 28. August 1922 in Bremen; † 3. September 2010 in Bremen) war ein deutscher Kaufmann und Politiker (CDU) und als solcher Mitglied in der Bremischen Bürgerschaft sowie im Deutschen Bundestag.

## Leben

### Ausbildung und Beruf
Nach dem Abitur leistete Hinrichs im Zweiten Weltkrieg von 1941 bis 1945 Dienst in der Wehrmacht. 1947 legte er seine Kaufmannsgehilfenprüfung im Textileinzelhandel ab, zwei Jahre später machte er sein volkswirtschaftliches Diplomexamen in Bonn. Das erste juristische Staatsexamen in Hamburg folgte 1950. Er wurde schließlich geschäftsführender Gesellschafter des Modehauses Hinrichs & Bollweg und der Rolf Bischoff GmbH in Bremen und von 1963 bis 1974 war er Präsident der Einar-Einkaufs GmbH für Modehäuser in Frankfurt.
Hinrichs war verheiratet und hatte drei Kinder.

### Politik
Hinrichs war Mitglied der CDU und von 1979 bis 1990   Vorstandsmitglied im CDU-Landesverband Bremen. Von 1978 bis 1991 war Mitglied des Bundesvorstandes des Wirtschaftsrates der CDU (jetzt Wirtschaftsrat Deutschland) und Vorsitzender des Landesverbandes Bremen. Seit Oktober 1991 war er Ehrenvorsitzender des Landesverbandes Bremen des Wirtschaftsrates.
Von 1979 bis zum 25. März 1983 war er Mitglied der Bremischen Bürgerschaft sowie im Fraktionsvorstand und wirtschaftspolitischer Sprecher der CDU. Er war zudem Mitglied der Deputation für Wirtschaft und Außenhandel der Bürgerschaft.
Von 1983 bis 1990 war er Mitglied des Deutschen Bundestages (MdB) und stellv. Vorsitzender des Diskussionskreises Mittelstand (DKM) der Bundestagsfraktion der CDU/CSU.

### Weitere Ämter
- Hinrichs war von 1966 bis 1983 Vorsitzender und von 1983 bis 1990 stellv. Vorsitzender des Einzelhandelsverbandes Nordsee für das Land Bremen und der Einzelhandelsabteilung der Handelskammer Bremen.
- Von 1969 bis 1983 war er Vizepräsident und von 1983 bis  1990 Präsident des Hauptverbandes des Deutschen Einzelhandels (HDE) und seit Oktober 1990 war er Ehrenpräsident des HDE.
- Von 1974 bis 1983 war er Vizepräses und seit 1986 Senior der Handelskammer Bremen. Von 1974 bis 1990 war er Mitglied des Handels- und des Mittelstandsausschusses des Deutschen Industrie- und Handelskammertages (DIHK).
- Von 1961 bis 1990 war er Mitglied des Vorstandes der Landesarbeitsgemeinschaft (LAG) Bremen und des Präsidialrates der Bundesarbeitsgemeinschaft der Mittel- und Großbetriebe des Einzelhandels sowie von 1964 bis 1974 Vorsitzender des Kartellausschusses.
- Von 1970 bis 1990 war er Mitglied des Beirates Mittelstand und Freie Berufe beim Bundesminister für Wirtschaft
- Von 1985 bis 1991 war er Mitglied des Vorstandes bzw. Kuratoriums des Ausstellungs- und Messe-Ausschusses der Deutschen Wirtschaft (AUMA), der Messe Frankfurt GmbH (Beirat), des Ifo-Instituts für Wirtschaftsforschung in München, des Stifterverbandes für die Deutsche Wissenschaft in Essen und des Instituts für Finanzen und Steuern in Bonn.
- Er war in verschiedenen Verwaltungs- und Aufsichtsgremien, so von 1985 bis 1991 bei der Deutschen Ausgleichsbank, von der Urbanicom Internat. Vereinigung Stadtentwicklung und Handel in Köln/Brüssel, bei der Iduna Lebensversicherung in Hamburg, von 1976 bis 1996 bei der Sparkasse Bremen sowie im Beirat des Unternehmermagazins Impulse.